# Sonerila tomentella
Sonerila tomentella är en tvåhjärtbladig växtart som beskrevs av George Henry Kendrick Thwaites. Sonerila tomentella ingår i släktet Sonerila och familjen Melastomataceae. Inga underarter finns listade i Catalogue of Life.